# Recherche jeune femme aimant danser (téléfilm)

Recherche jeune femme aimant danser (Loves Music, Loves to Dance) est un téléfilm américain réalisé par Mario Azzopardi et diffusé en 2001 à la télévision.

## Fiche technique
- Scénario : Peter Mohan, d'après la nouvelle de Mary Higgins Clark
- Durée : 95 min
- Pays :  États-Unis
- Langue : anglais
- Couleur

## Distribution
- Patsy Kensit : Darcy Scott
- Cynthia Preston : Erin Kelley
- Dean McDermott : Craig Sheridan
- Frank Pellegrino (en) : Detective White
- Yannick Bisson : Paul Nash
- Justin Louis : Detective Vincent D'Salva
- Taborah Johnson : Shona
- Michael Rhoades
- Eugene Clark
- Allan Royal
- Lawrence Bayne
- Robert Morelli
- James Kidnie
- Jeannette Sousa : Michelle
- Brooke Nevin : Anne Sheridan
- Donald Burda
- David Sparrow : David Vass
- Harrison Coe
- Neville Edwards
- Giuseppe Tancredi
- Michelyn Emelle : Nicole
- Tamsen Evans : Jeune petite amie
- Jacqueline Gooderham
- Mike Realba
- Pixie Bigelow
- Dennis Haynes
- Carol Caywood
- Kevin Shaw
- Patrick Chilvers